# STS-33
La mission STS-33 est la neuvième de la Navette spatiale Discovery. Elle fut effectuée pour le compte du département de la Défense des États-Unis.

## Équipage
- Commandant : Frederick D. Gregory (2)  États-Unis
- Pilote : John E. Blaha (2)  États-Unis
- Spécialiste de mission 1 : F. Story Musgrave (3)  États-Unis
- Spécialiste de mission 2 : Sonny Carter (1)  États-Unis
- Spécialiste de mission 3 : Kathryn C. Thornton (1)  États-Unis

Le chiffre entre parenthèses indique le nombre de vols spatiaux effectués par l'astronaute au moment de la mission.

## Paramètres de la mission
- Périgée : 207 km
- Apogée : 214 km
- Inclinaison : 28,5°
- Période : 88,7 min

## Objectifs
Déploiement d'un satellite militaire.